# Hyposidra lignata
Hyposidra lignata là một loài bướm đêm trong họ Geometridae.